# Grafveld bij Galgebakken
Het grafveld bij Galgebakken, met veertien ronde en twee scheepsvormige grafheuvels uit de bronstijd ligt nabij de Ellevej en Anhøyvej in de Vestermarieplantage, ten noordoosten van Vestermarie op het Deense eiland Bornholm. Het grafveld ligt tussen de grafvelden van Segen en Store Bjergegårdsbakken, waar bautastenen staan opgesteld.
In het binnenland van Bornholm zijn achttien scheepsvormige grafheuvels met een lengte tot dertig meter bewaard gebleven. Ooit waren het er minstens dubbel zo veel.
De grootste grafheuvel (de Galgebakken) was vroeger een plaats van terechtstelling. Aan de Ellevej liggen nog zes andere scheepsvormige grafheuvels (Deens : Skipsrøser), die bovenop urnengraven uit de late bronstijd werden gebouwd. Aan het einde van de Ellevej liggen op privéterrein twee andere grote ronde grafheuvels op 250 meter afstand van elkaar: de Anhøj en de Enebjerg. De scheepsvormige grafheuvels in het bos van Vestermarie werden in 1959 en 1991 onderzocht.